# دون ألين (لاعب كرة قدم أمريكية)
دون ألين (بالإنجليزية: Don Allen)‏ هو لاعب كرة قدم أمريكية أمريكي، ولد في 20 أغسطس 1939 في مقاطعة ليون في الولايات المتحدة.

## وصلات خارجية
- دون ألين على موقع مرجع كرة القدم المحترفة.كوم (الإنجليزية)